# Celena Mondie-Milner
Celena Mondie-Milner (Estados Unidos, 6 de agosto de 1968) es una atleta estadounidense, especializada en la prueba de 4 x 100 m en la que llegó a ser campeona mundial en 1995.

## Carrera deportiva
En el Mundial de Gotemburgo 1995 ganó la medalla de oro en los relevos 4 x 100 metros, con un tiempo de 42.12 segundos, llegando a la meta por delante de Jamaica y Alemania, siendo sus compañeras de equipo: Carlette Guidry, Chryste Gaines y Gwen Torrence.